# Ак Илбирс (кинопремия, 2016)
5-я церемония вручения наград киргизской Национальной кинопремии «Ак Илбирс» за 2015 год состоялась 13 мая 2016 года в кинотеатре Манас. Как и прежде, лауреаты почетных наград кинопремии были объявлены заранее в СМИ . Имена победителей в других номинациях были озвучены в ходе торжественного вручения наград.

## Специальные призы
- Лауреатом в номинации «За выдающийся вклад в национальный кинематограф» стал Народный артист Кыргызской Республики, кинооператор и режиссёр Нуртай Борбиев
- Обладателем почетной награды «За вклад в мировой кинематограф»[3][4] стала советская и российская актриса театра и кино, Заслуженная артистка РСФСР, лауреат Государственной премии СССР — Наталья Аринбасарова
- В номинации «Лучший фильм Центральной Азии» приз завоевала кинокартина узбекского режиссёра Ёлкина Туйчиева[5] «Дом для русалок»

## Список лауреатов и номинантов
Количество наград/номинаций:
- 10/11: «Сутак (Небесное кочевье)»
- 0/9: «Асман алдында (Под небесами)»[6]
- 1/7: «Биртууганчик»[7]
- 0/5: «Арзы»[8]
- 0/3: «Разаков»[9]

 • Победители выделены отдельным цветом. 
| Категории                                                                             | Лауреаты и номинанты |
| ------------------------------------------------------------------------------------- | --- |
| Лучший зрительский фильм награду вручала Алтынай Койчуманова                          | • «Биртууганчик» (режиссёры: Асхат Табалдиев и Данияр Болотбеков, продюсер: 1.1 studio)                                       |
| Лучший зрительский фильм награду вручала Алтынай Койчуманова                          | • х/ф «Сутак (Небесное кочевье)» (режиссёр: Мирлан Абдыкалыков и продюсер и ко-продюсер: Садык Шер-Нияз, Алтынай Койчуманова) |
| Лучший зрительский фильм награду вручала Алтынай Койчуманова                          | • х/ф «Асман Алдында (Под небесами)» (режиссёр: Дальмира Тилепбергенова, продюсер: Гульмира Керимова)                         |
| Лучший монтаж награду вручали Гульмира Керимова и Алижан Насирова                     | • Элдияр Мадаким — «Сутак (Небесное кочевье)»                                                                                 |
| Лучший монтаж награду вручали Гульмира Керимова и Алижан Насирова                     | • Улан Шеримбеков — х/ф «Биртууганчик»                                                                                        |
| Лучший монтаж награду вручали Гульмира Керимова и Алижан Насирова                     | • Улукбек Абдинабиев и Канат Камчыбеков — «Разаков»                                                                           |
| Лучший звукорежиссёр награду вручали Наталья Никитенко и Флора Газиева                | • Мурат Ажиев и Бакыт Ниязалиев — Сутак (Небесное кочевье)                                                                    |
| Лучший звукорежиссёр награду вручали Наталья Никитенко и Флора Газиева                | • Рахат Шамшиева — х/ф «Арзы»                                                                                                 |
| Лучший звукорежиссёр награду вручали Наталья Никитенко и Флора Газиева                | • Дмитрий Шаршенов — «Биртууганчик»                                                                                           |
| Лучший художник награду вручали Орозбек Абсаттаров и Толгобек Койчуманов              | • Адис Сейталиев — х/ф «Сутак (Небесное кочевье)»                                                                             |
| Лучший художник награду вручали Орозбек Абсаттаров и Толгобек Койчуманов              | • Орозбай Абсаттаров — х/ф «Разаков»                                                                                          |
| Лучший художник награду вручали Орозбек Абсаттаров и Толгобек Койчуманов              | • Адис Сейталиев — «Асман алдында (Под небесами)»                                                                             |
| Лучший композитор награду вручали Екатерина Лузанова и Бакыт Карагулов                | • Мурзали Жеенбаев — «Сутак (Небесное кочевье)»                                                                               |
| Лучший композитор награду вручали Екатерина Лузанова и Бакыт Карагулов                | • Муратбек Бегалиев — х/ф «Арзы»                                                                                              |
| Лучший композитор награду вручали Екатерина Лузанова и Бакыт Карагулов                | • Мурзали Жеенбаев — «Асман алдында (Под небесами)»                                                                           |
| Лучший сценарий награду вручали Каныбек Иманалиев и Нуржан Найзабекова                | • Актан Арым Кубат и Эрнест Абдыжапаров — «Сутак (Небесное кочевье)»                                                          |
| Лучший сценарий награду вручали Каныбек Иманалиев и Нуржан Найзабекова                | • Дальмира Тилепбергенова — «Асман алдында (Под небесами)»                                                                    |
| Лучший сценарий награду вручали Каныбек Иманалиев и Нуржан Найзабекова                | • Данияр Болотбеков, Асхат Табалдиев, Бакыт Осмоналиев, Жениш Майрамбек уулу — «Биртуганчик»                                  |
| Лучшая операторская работа награду вручали Мурат Алиев и Манас Мусаев                 | • Талант Акынбеков — «Сутак (Небесное кочевье)»                                                                               |
| Лучшая операторская работа награду вручали Мурат Алиев и Манас Мусаев                 | • Акжол Бекболотов — «Асман алдында (Под небесами)»                                                                           |
| Лучшая операторская работа награду вручали Мурат Алиев и Манас Мусаев                 | • Жоомарт Эгем — «Биртууганчик»                                                                                               |
| Лучшая женская роль награду вручали Алмамбет Шыкмаматов и Ашыр Чокубаев               | • Анара Назаркулова — «Сутак (Небесное кочевье)»                                                                              |
| Лучшая женская роль награду вручали Алмамбет Шыкмаматов и Ашыр Чокубаев               | • Таалайкан Абазова — «Асман алдында (Под небесами)»                                                                          |
| Лучшая женская роль награду вручали Алмамбет Шыкмаматов и Ашыр Чокубаев               | • Анара Солпиева — «Арзы» |
| Лучшая мужская роль награду вручали Шайыр Касымалиева и Мээрим Атантаева              | • Табылды Актанов — «Сутак (Небесное кочевье)»                                                                                |
| Лучшая мужская роль награду вручали Шайыр Касымалиева и Мээрим Атантаева              | • Анвар осмоналиев — «Асман алдында (Под небесами)»                                                                           |
| Лучшая мужская роль награду вручали Шайыр Касымалиева и Мээрим Атантаева              | • Арслан Джумакадыров — «Арзы»                                                                                                |
| Лучшая режиссёрская работа награду вручали Артыкпай Суйундуков и Гульбара Толомушова  | • Мирлан Абдыкалыков — «Сутак (Небесное кочевье)»                                                                             |
| Лучшая режиссёрская работа награду вручали Артыкпай Суйундуков и Гульбара Толомушова  | • Дальмира Тилепбергенова — «Асман алдында (Под небесами)»                                                                    |
| Лучшая режиссёрская работа награду вручали Артыкпай Суйундуков и Гульбара Толомушова  | • Данияр Болотбеков и Асхат Табалдиев — «Биртууганчик»                                                                        |
| Лучший документальный фильм награду вручали Мукталы Бектеналиев и Фархад Бекманбетов  | • «Дети чистоты» — режиссёр: Гузель Дуйшенкулова                                                                              |
| Лучший документальный фильм награду вручали Мукталы Бектеналиев и Фархад Бекманбетов  | • «Каникулы» — режиссёр: Хайрулла Рахматилла уулу                                                                             |
| Лучший документальный фильм награду вручали Мукталы Бектеналиев и Фархад Бекманбетов  | • «Прощальные гастроли (недоступная ссылка)» — режиссёр: Татьяна Мюльбайер                                                    |
| Лучший короткометражный фильм награду вручали Эмир Сарпашев и Эльнура Осмоналиева     | • «Кольцо» — режиссёр: Бакай Усеналиев                                                                                        |
| Лучший короткометражный фильм награду вручали Эмир Сарпашев и Эльнура Осмоналиева     | • «Таксист» — режиссёр: Кымбат Адылбекова                                                                                     |
| Лучший короткометражный фильм награду вручали Эмир Сарпашев и Эльнура Осмоналиева     | • «Мельница» — режиссёр: Нурлан Темирбек уулу                                                                                 |
| Лучший фильм награду вручали Наталья Аринбасарова, Алтынбек Максутов и Насрет Дубашев | • «Сутак (Небесное кочевье)» — продюсер: Садык Шер-Нияз                                                                       |
| Лучший фильм награду вручали Наталья Аринбасарова, Алтынбек Максутов и Насрет Дубашев | • х/ф «Асман алдында (Под небесами)» (режиссёр: Дальмира Тилепбергенова и продюсер: Гульмира Керимова)                        |
| Лучший фильм награду вручали Наталья Аринбасарова, Алтынбек Максутов и Насрет Дубашев | • «Биртууганчик» (режиссёры: Асхат Табалдиев и Данияр Болотбеков, продюсер: 1.1 studio)                                       |
| Лучший фильм Центральной Азии награду вручали Геннадий Базаров и Асель Шерниязова     | • «Дом для русалок» , (режиссёр: Ёлкин Туйчиев, продюсеры: Лутфилла Назиров и Артур Веебер)                                   |
| Лучший фильм Центральной Азии награду вручали Геннадий Базаров и Асель Шерниязова     | • «Воздушный Сафар» Таджикистан (режиссёр: Далер Рахматов и продюсер: Акмаль Хасанов)                                         |
| Лучший фильм Центральной Азии награду вручали Геннадий Базаров и Асель Шерниязова     | • «Шалаш» Казахстан (режиссёр: Кенжебек Шайкаков, продюсеры: DS фильм)                                                        |